# Expedição Transantártica Imperial

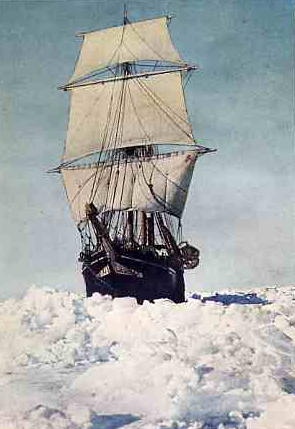
O Endurance

A Expedição Transantártica Imperial (1914–17), também conhecida como Expedição Endurance, é considerada como a última grande expedição da Idade Heroica da Exploração da Antártida. Concebida por sir Ernest Henry Shackleton, o objectivo da expedição era efectuar a primeira travessia terrestre do continente Antártico. Depois da conquista do Polo Sul por Roald Amundsen em 1911, restava esta travessia entre mares que, nas palavras de Shackleton, era o "principal objectivo das explorações da Antártida". A expedição não conseguiu alcançar o objectivo proposto, tendo ficado conhecida pela história de resistência dos seus membros.
Shackleton fez parte da tripulação da Expedição Discovery liderada por Robert Falcon Scott (1901–04), e comandou a Expedição Nimrod (1907–09). Nesta nova expedição, propôs rumar até ao mar de Weddell e fazer desembarcar um grupo de homens perto da baía de Vahsel para, seguidamente, efectuarem uma marcha através do continente Antártico até ao mar de Ross. Entretanto, um grupo de apoio, o grupo do mar de Ross, viajaria para o lado oposto do continente, acampando no estreito de McMurdo e, a partir daí, instalariam vários depósitos de mantimentos através da barreira de gelo Ross até o sopé do glaciar Beardmore. Estes depósitos seriam essenciais para a sobrevivência do grupo transcontinental, pois estes não teriam capacidade para transportar provisões suficientes para todo o percurso. A expedição requeria dois navios: o Endurance, comandado por Shackleton, para o grupo do mar de Weddell, e o Aurora, sob a liderança do capitão Aeneas Mackintosh, para o grupo do mar de Ross.
O Endurance ficou preso no gelo do mar Weddell antes mesmo de chegar à baía de Vahsel, e mesmo depois de todo o esforço feito para o libertar, foi à deriva para norte, preso numa placa de gelo, durante todo o inverno antárctico de 1915. O navio acabaria por ser esmagado pelo gelo e afundar-se-ia, deixando 28 homens para trás. Depois de vários meses passados num acampamento improvisado numa placa de gelo flutuante, à deriva para norte, o grupo decidiu pegar nos barcos salva-vidas e rumar para a ilha Elefante, uma ilha inóspita e desabitada. Shackleton, e mais cinco homens, fizeram uma viagem num pequeno barco aberto, o James Caird, de cerca de 1 300 km, para chegar à ilha Geórgia do Sul. Daí, Shackleton esperava efectuar uma operação de resgate ao seus homens que ficaram na ilha Elefante, e levá-los sãos e salvos para casa. Do outro lado do continente, o grupo do mar de Ross passou por grandes dificuldades para cumprir a sua missão. O  Aurora foi arrancado do local onde estava atracado por uma forte tempestade e, ficando impossibilitado de regressar, deixou o grupo terrestre abandonado sem mantimentos e equipamento. Ainda assim, os depósitos foram instalados mas, no final haveria três vítimas a lamentar.

## Preparação

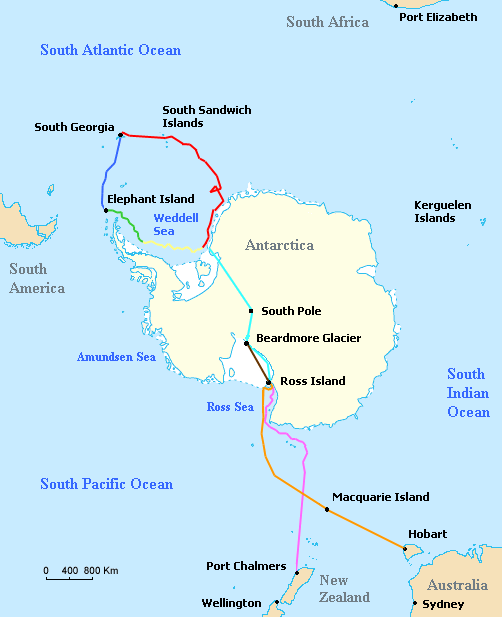
1914–1917: Rotas marítimas dos navios Endurance, Aurora e James Caird; a rota terrestre planeada do grupo transcontinental; e a rota do grupo do mar de Ross para instalação dos depósitos:
Viagem do Endurance
Deriva do Endurance preso no gelo
Deriva na placa do gelo depois do afundamento do Endurance
Viagem do James Caird
Rota planeada transcontinental
Viagem do Aurora para a Antártida
Deriva e regresso do Aurora
Rota da instalação dos depósitos

### Origem
Apesar da aclamação pública aos feitos de Shackleton durante a expedição Nimrod em 1907–09, o explorador andava irrequieto. Ele queria voltar à Antártida, mas os seus planos estavam dependentes do resultado da Expedição Terra Nova de Scott, que tinha saído de Cardiff, em julho de 1910. As notícias inesperadas da conquista do Polo Sul por Amundsen chegaram até Shackleton em 11 de março de 1912. Esta notícia significava que ele tinha de alterar os seus planos, independentemente do resultado da expedição de Scott. Shackleton escreveu: "A descoberta do Polo Sul não será o fim da exploração da Antártida".  O próximo projecto, afirmou ele, será "uma travessia transcontinental de um mar para o outro, atravessando o polo ". No entanto, no terreno já estavam outras expedições a tentar este objectivo. A 11 de dezembro de 1911, uma expedição alemã sob a liderança de Wilhelm Filchner partiu da Geórgia do Sul com o objectivo de entrar o mais possível no mar de Weddell, estabelecendo uma base e, a partir desse ponto, tentar atravessar o continente até ao mar de Ross.  No final de 1912, Filchner regressou à Geórgia do Sul, depois de não ter tido sucesso em estabelecer a sua base. No entanto, a sua descoberta de um local possível para desembarcar na baía de Vahsel, numa latitude de 78°S, chamou a atenção de Shackleton que a acrescentou nos planos da sua expedição.
Apesar da notícia sobre a morte de Scott e dos outros quatro homens no regresso do Polo Sul, Shackleton deu início aos preparativos da sua expedição. Pediu o apoio financeiro e técnico a, entre outros, Tryggve Gran da expedição de Scott, e do ex-primeiro-ministro Lord Rosebery, mas nenhum se mostrou interessado. Shackleton acabou por receber apoio de William Speirs Bruce, líder da Expedição Nacional Antártica Escocesa de 1902–04, que também tinha pensado em atravessar a Antártida desde 1908, mas que abandonou o projecto por falta de fundos. Bruce, de forma muito positiva, permitiu que Shackleton adoptasse os seus planos, embora, na sua versão final, o plano anunciado por Shackleton pouco tivesse a ver com o de Bruce. A 29 de dezembro de 1913, depois de obter a primeira promessa de financiamento bancário — 10 000 libras do Governo Britânico — Shackleton anunciou publicamente o seu plano, numa carta enviada para o jornal The Times.

### O plano de Shackleton
Após a conquista do Polo Sul por Amundsen que, por uma pequena diferença de dias, se manteve à frente da Expedição Britânica de Scott, ainda restou um grande objectivo na exploração Antártica — a travessia do continente do Polo Sul de um mar para o outro.

Ernest Shackleton

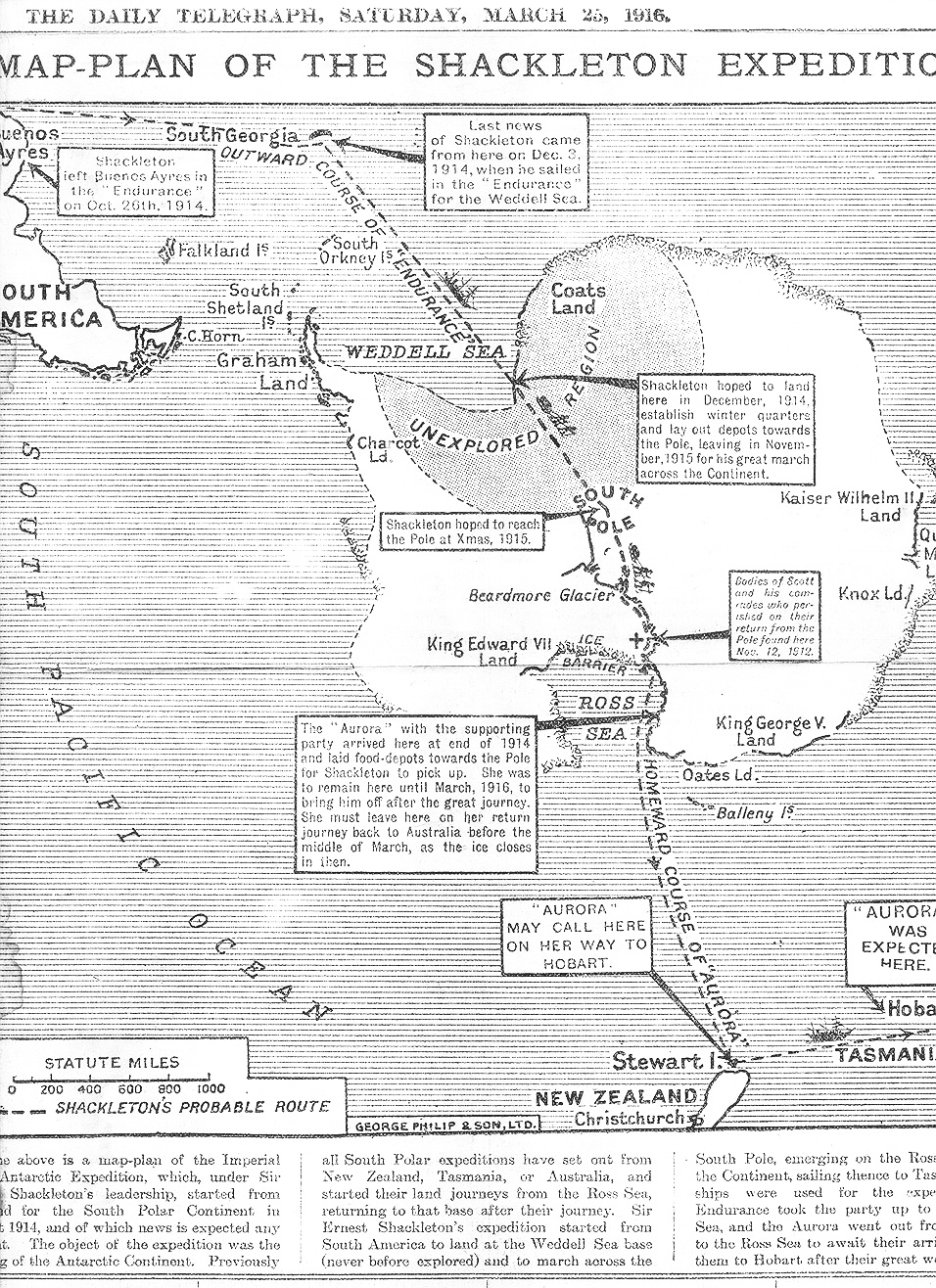
Mapa com o plano da expedição, publicado em março de 1916; não houve mais notícias da expedição a partir de finais de 1914.

Shackleton designou a sua expedição de "Expedição Transantártica Imperial", pois sentia que "não só as pessoas destas ilhas, mas também os nossos parentes em todos os territórios sob a nossa bandeira, desejarão assistir à realização do... programa de exploração".  Para aumentar o interesse do público em geral, Shackleton publicou um programa detalhado no início de 1914. A expedição consistia em dois grupos e dois navios. O Grupo do Mar de Weddell viajaria a bordo do Endurance em direcção à baía de Vahsel, onde 14 homens desembarcariam; posteriormente, seis deles, sob o comando de Shackleton, formariam o Grupo Transcontinental. Este grupo, com 69 cães, dois trenós motorizados e diverso equipamento "incluindo tudo o que a experiência do líder, e dos seus assessores podiam acrescentar", percorreriam os 2 900 km até ao mar de Ross. Os restantes oito membros ficariam encarregues de efectuar vários trabalhos científicos: três na Terra de Graham, três na Terra de Enderby e dois no acampamento-base.
O grupo do mar de Ross, por seu lado, rumaria para a base no mar de Ross no estreito de McMurdo, no lado oposto do continente. Depois de desembarcarem, a sua missão era instalar depósitos na rota do grupo transcontinental até ao glaciar de Beardmore, esperando encontrar aí o grupo e apoiá-los no regresso. Deveriam, também, "realizar trabalhos geológicos e outras observações". No seu programa, Shackleton expressa a sua intenção de efectuar a travessia, se possível, no início do primeiro período de 1914–15. Mais tarde reconheceria a impossibilidade de cumprir aquela intenção, mas esqueceu-se de informar Mackintosh da sua mudança de planos. De acordo com o correspondente do Daily Chronicle, Ernest Perris, as instruções para Mackintosh deveriam ter sido corrigidas por telegrama, mas nunca foi enviado.

### Financiamento
Shackleton estimou em 50 000 libras (valor em 2012: 3 558 000 libras) o valor do seu orçamento para executar a versão mais simples do seu plano. Não acreditou nos apelos feitos ao público: "(eles) estão sempre a reclamar ". O seu método de angariação de fundos consistia em ir junto de banqueiros solicitar as suas contribuições, dando início a este processo em 1913, com pouco sucesso inicial. O primeiro sinal positivo chegou em dezembro de 1913, quando o governo lhe ofereceu 10 000 libras, desde que ele conseguisse angariar a mesma quantia junto de investidores privados. A Real Sociedade Geográfica, da qual ele não esperava apoio, entregou-lhe 1 000 libras — de acordo com Huntford, Shackleton, num gesto de grandiosidade, informou-os que apenas precisaria de metade daquele montante. Lord Rosebery, que anteriormente expressara o seu pouco interesse em expedições polares, deu 50 libras. Em fevereiro de 1914, o The New York Times noticiou que o dramaturgo J. M. Barrie – um amigo pessoal do capitão Scott – tinha entregue, confidencialmente, 50 000 dólares (cerca de 10 000 libras). Com o tempo a esgotar-se, Shackleton conseguiu assegurar os donativos durante a primavera e o início do verão de 1914. Dudley Docker da Birmingham Small Arms Company (BSA) doou 10 000 libras; a herdeira da indústria do tabaco, Janet Stancomb-Wills entregou um montante "generoso" (o valor não foi revelado); e, em junho, o industrial escocês sir James Caird doou 24 000 libras (valor em 2012: 1 710 000 libras). Shackleton informou o Morning Post de que "este magnífico presente retirou-me toda a ansiedade ".
Shackleton tinha agora todo o dinheiro necessário para prosseguir. Adquiriu, por 14 000 libras (valor em 2012: 1 000 000 libras), um veleiro de 300 ton de nome Polaris, que tinha sido construído para o explorador belga Adrien de Gerlache, para uma expedição a Spitsbergen. No entanto, a expedição não seguiu em frente, e o navio ficou disponível. Shackleton mudou o nome para Endurance, de acordo com o lema da sua família "Pela resistência conquistamos".  Por mais 3 200 libras (valor em 2012: 228 000 libras), adquiriu o navio de Douglas Mawson, Aurora, que estava atracado em Hobart, Tasmânia. Este seria o navio do grupo do mar de Ross.
O valor total angariado por Shackleton não é conhecido dado o montante do donativo de Stancomb-Wills não ser público.  No entanto, a falta de dinheiro era um problema corrente para a expedição; o montante dos fundos atribuídos ao grupo do mar de Ross foi reduzido a metade, um facto que o comandante desse grupo, Aeneas Mackintosh descobriu quando chegou à Austrália. Mackintosh foi obrigado a pedir dinheiro e mantimentos para tornar a parte da sua expedição viável. A falta de dinheiro foi também um factor de impedimento na operação de resgate do grupo do mar de Ross em 1916. Shackleton tinha, no entanto, equacionado o potencial de retorno do investimento da expedição. Vendeu os direitos exclusivos ao jornal Daily Chronicle, e criou o "Sindicato do Filme Transantártico Imperial" para aproveitar os direitos do filme. Mais tarde, quando Shackleton partiu para a Geórgia do Sul no James Caird, deixou instruções a Frank Wild em relação à realização de várias conferências, caso ele não conseguisse regressar.

## Membros da expedição

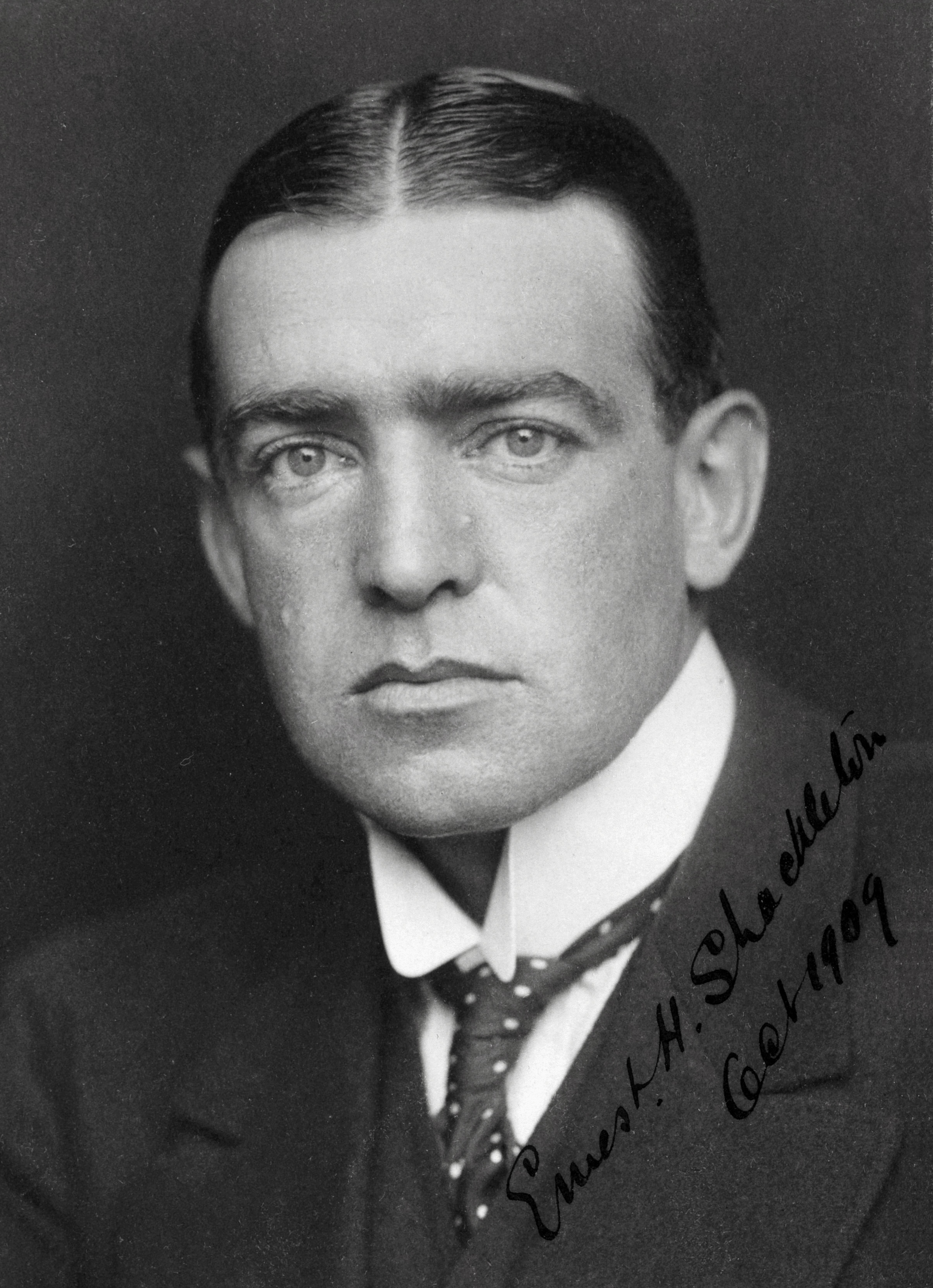
Ernest Shackleton, líder da expedição.

Shackleton recebeu mais de 5 000 candidaturas para fazer parte da expedição, incluindo uma carta de "três raparigas desportistas" que sugeriram que se o seu traje feminino não era apropriado, "então vestiriam roupa masculina com todo o gosto." Shackleton recusou este pedido. No final, as tripulações para cada grupo da expedição foram limitadas a 28 cada uma, incluindo William Bakewell, que se juntou ao navio em Buenos Aires, o seu amigo Perce Blackborow, que entrou a bordo clandestinamente, quando a sua candidatura foi recusada, e várias outras de última hora feitas para o grupo do mar de Ross, na Austrália. Outro membro, temporário, foi sir Daniel Gooch, que ajudou Shackleton como tratador dos cães, mas que deixou o Endurance na Geórgia do Sul.
Para número dois da expedição, Shackleton escolheu Frank Wild, que já tinha estado com ele nas expedições Discovery e Nimrod. Wild tinha acabado de regressar da Expedição da Australásia na Antártica de Mawson. Para o capitão do Endurance, Shackleton escolheu John King Davis, que tinha comandado o Aurora durante aquela expedição. Davis recusou pensando que este empreendimento estava "condenado", e, assim, esta função foi entregue a Frank Worsley que, alegadamente, tinha tido um sonho em que se candidatava à expedição. Tom Crean, sub-tenente da Marinha Real, homenageado com a Medalha de Alberto por ter salvo o tenente Edward Evans na Expedição Terra Nova, obteve licença da marinha para fazer parte da expedição como Segundo-oficial do Endurance; outro membro com experiência antártica era Alfred Cheetham, nomeado para Terceiro-oficial. Para o grupo do mar de Ross, foram escolhidos dois veteranos do Nimrod: Aeneas Mackintosh, o seu capitão, e Ernest Joyce. Shackleton esperava que o Aurora tivesse uma tripulação constituída por elementos da marinha, e solicitou ao Almirantado oficiais e homens, mas foi-lhe recusado o pedido. Depois de insistir, Shackleton conseguiu que lhe cedessem um oficial dos Royal Marines, o Capitão Thomas Orde-Lees, que era Superintendente de Treino Físico do Centro de Formação dos Marines.
A equipa científica era constituída por seis elementos: dois cirurgiões, Alexander Macklin e James McIlroy; um geólogo, James Wordie; um biólogo Robert Clark; um físico Reginald James; e um meteorologista, Leonard Hussey, que também participou no relatório da expedição, South, de Shackleton. O registo visual da expedição era da responsabilidade do fotógrafo Frank Hurley e do desenhador George Marston. A composição final do grupo do mar de Ross foi feita à pressa. Alguns que tinham viajado do Reino Unido para a Austrália para se juntarem ao Aurora, desistiram antes de partir para o mar de Ross, e uma parte considerável da tripulação esteve em dúvida até ao último minuto. Apenas Mackintosh e Joyce tinham experiência na Antártida; Mackintosh tinha perdido um olho resultado de um acidente na expedição Nimrod, e voltou mais cedo para casa.

## Expedição

### Grupo do Mar de Weddell

#### Viagem através do gelo
O Endurance, zarpou de Plymouth em 8 de agosto de 1914 sem Shackleton (que ficou em Inglaterra a tratar das questões financeiras da expedição), em direcção a Buenos Aires. Shackleton juntou-se, depois, à expedição viajando num navio mais rápido. Hurley também embarcou, e William Bakewell e o clandestino Perce Blackborow foram adicionados à tripulação. Alguns outros desistiram ou foram dispensados. A 26 de outubro, o navio rumou para o Atlântico Sul, chegando à Geórgia do Sul a 5 de novembro. Depois de uma longa paragem de um mês na estação baleeira de Grytviken, o Endurance partiu para a Antártida a 5 de dezembro. Dois dias mais tarde, Shackleton ficou surpreendido por encontrar placas de gelo a uma latitude de 57°26′S, o que implicou uma navegação mais irregular e com mais manobras. Nos dias que se seguiram, a expedição deparou-se com cada vez mais placas de gelo a ponto de, a 14 de dezembro, devido à extrema concentração de gelo, o navio ficar preso durante 24 horas. Três dias depois o navio parou de novo. Shackleton comentou: "Preparei-me para as piores condições no mar de Weddell, mas tinha esperança de que o gelo estivesse solto. O que íamos encontrando eram placas de gelos densas e irregulares".

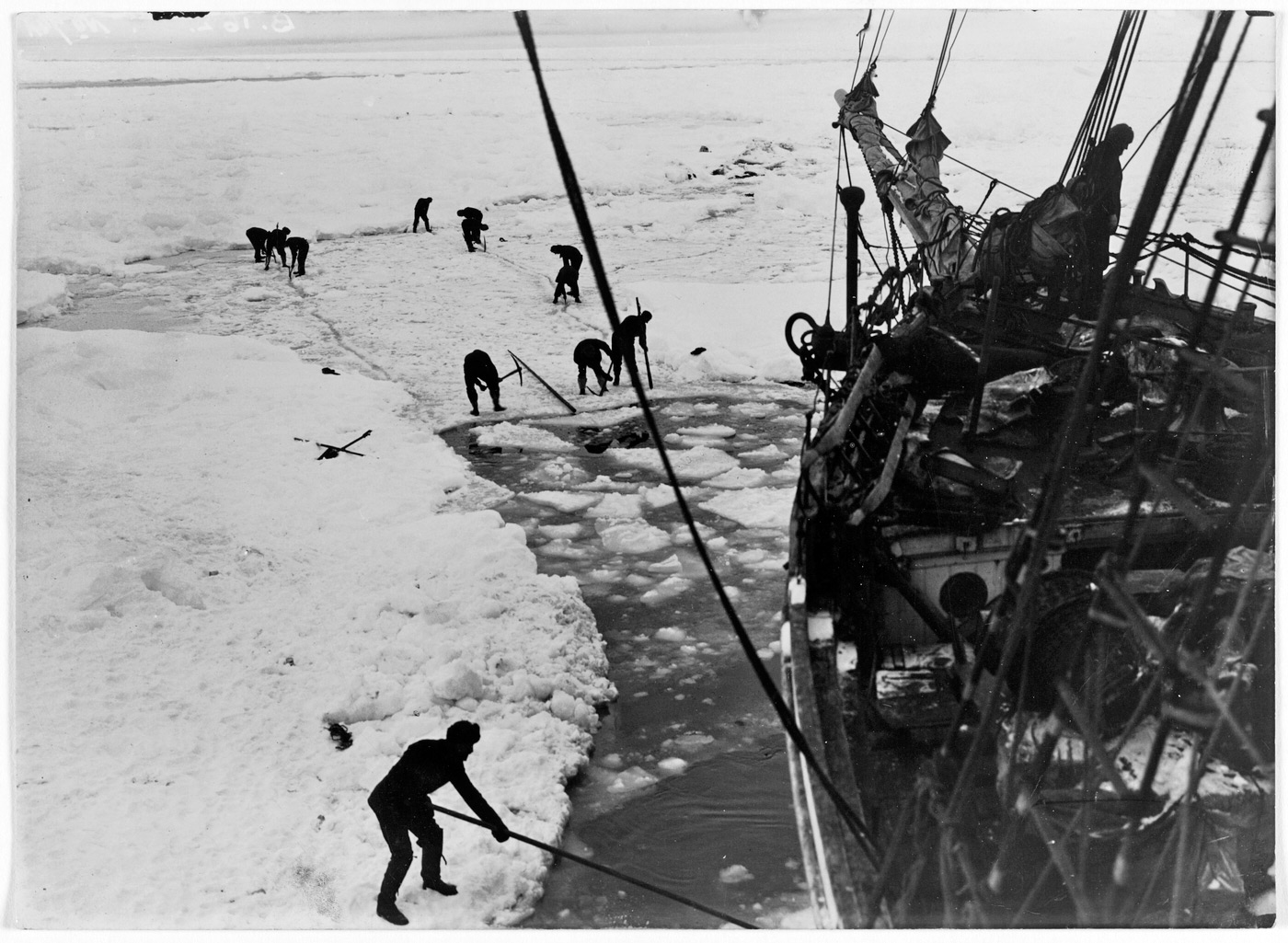
Membros da tripulação a tentar retirar o navio do gelo.

Até 22 de dezembro, a progressão do Endurance foi frustrantemente lenta; a partir desta data, o gelo encontrado estava mais disperso e o navio pode seguir para sul. Esta situação manteve-se durante duas semanas, levando o grupo até ao interior do Mar de Weddell. No virar do ano, a expedição viu-se, novamente, confrontada com mais atrasos, até efectuarem um longo percurso durante entre 7 e 10 de janeiro de 1915, que os levou até uma barreira de paredes de gelo de 30 m de altura, na região costeira de Terra de Coats. Este território foi descoberto e baptizado por William Bruce, em 1904, durante a Expedição Nacional Antártica Escocesa. A 15 de janeiro, o Endurance chegou junto de um grande glaciar, que formava uma baía na sua extremidade, e parecia um bom local para desembarque. No entanto, Shackleton considerou que estavam demasiado a norte da baía de Vahsel para desembarcarem, "excepto se for extremamente necessário" — mais tarde arrepender-se-ia desta decisão. A 17 de janeiro, o navio chegou à latitude de 76°27′S, onde quase não avistavam terra. Shackleton deu-lhe o nome de Costa Caird, homenageando o seu principal investidor na expedição. O mau tempo forçou o navio a abrigar-se num icebergue.
Estavam próximos da costa de Luitpold, descoberta por Filchner em 1912, na ponta sul, onde estabeleceram o seu destino, a baía de Vahsel. No dia seguinte, o navio foi forçado a dirigir-se para oeste durante 23 km, e depois para sul antes de parar; estavam a 76°34′S, 31°30′W. Depois de uma inactividade de 10 dias, as caldeiras do navio foram desligadas para poupar combustível. O grupo esforçou-se por libertar o navio; a 14 de fevereiro, Shackleton deu ordens aos seus homens no gelo para tentarem uma abertura no gelo utilizando cinzeis, picadores, serras e picaretas, mas sem sucesso. Shackleton não perdeu a esperança de conseguir libertar o navio, mas meditava sobre a "hipótese de passar o Inverno nos braços inóspitos do gelo ".

#### A deriva doEndurance

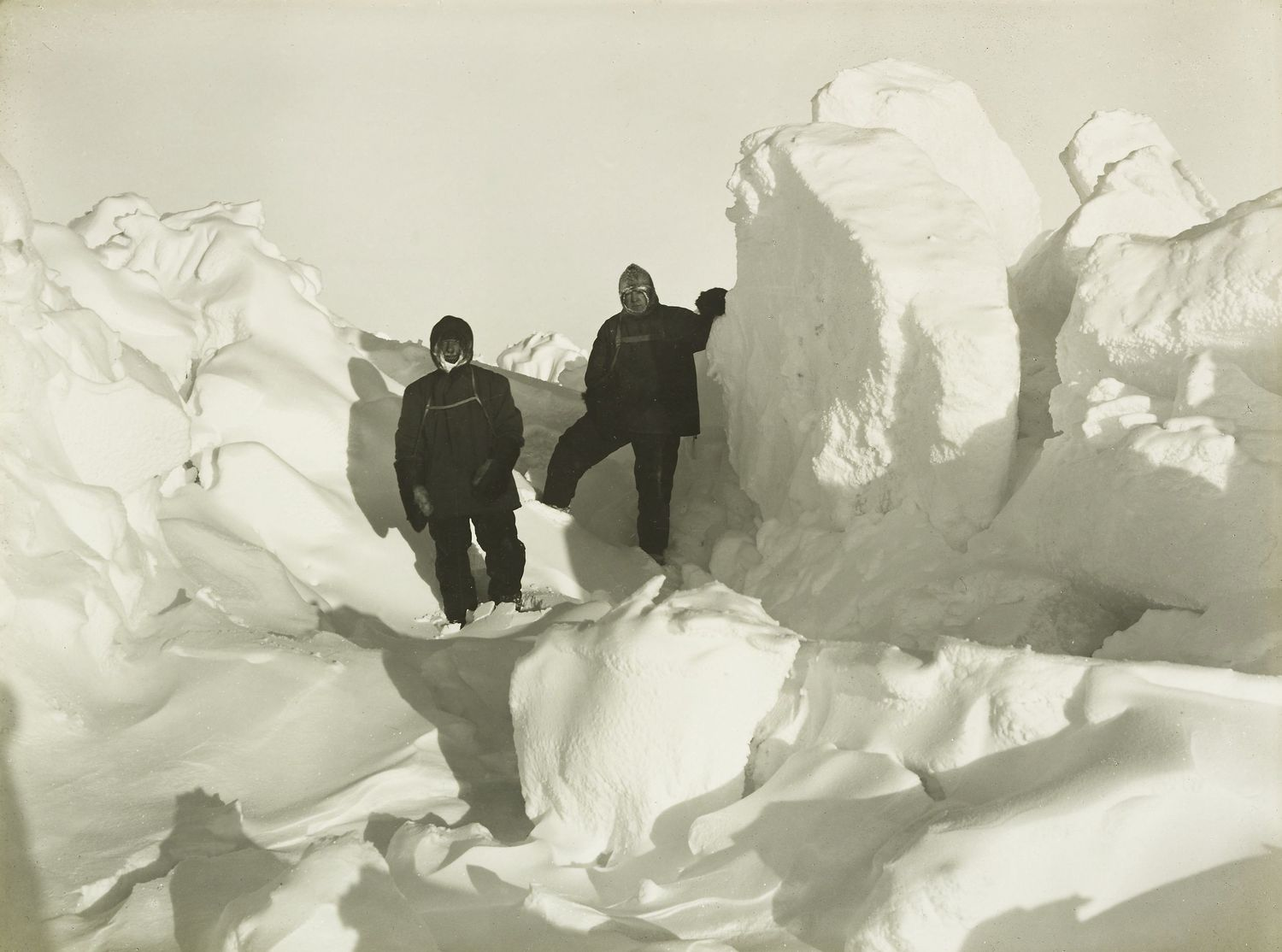
Shackleton e Wild entre blocos de gelo comprimidos.

A 21 de fevereiro de 1915, o Endurance, ainda preso no gelo, começou uma deriva para sul até 76°58′S. A partir daí, começou a mover-se com a placa para norte. Três dias depois, Shackleton tomou consciência de que iriam ficar presos no gelo durante o Inverno, e deu instruções para abandonar a rotina a bordo. Mandou desembarcar os cães e colocá-los em canis improvisados feitos com gelo ("dogloos"), e o interior do navio foi modificado para melhor abrigar os homens — oficiais, cientistas, engenheiros e marinheiros. Instalaram um equipamento de comunicação sem fios, mas a sua localização era demasiado remota para receber ou transmitir algum sinal.
Shackleton sabia do recente exemplo do navio de Wilhelm Filchner, o Deutschland, que tinha sido bloqueado pelo mar gelado, perto dali, três anos antes. Depois de Filchner tentar instalar uma base em terra, sem sucesso, o seu navio ficou preso a 6 de março de 1912, a cerca de 320 km da costa da Terra de Coats. Seis meses depois, a 63°37’S, o navio conseguiu sair do gelo, e rumou para a Geórgia do Sul, sem danos aparentes. Shackleton pensava que poderia passar por uma situação semelhante, e que o Endurance faria uma segunda tentativa de chegar à baía Vahsel na próxima primavera antártica.
Em fevereiro e março, o progresso da deriva revelava-se muito lento. No final de março, Shackleton calculou que o navio teria percorrido apenas 153 km desde 19 de janeiro. No entanto, à medida que o Inverno se instalava, a velocidade da deriva aumentava, e as condições do gelo mudaram. A 14 de abril, Shackleton registou que as placas de gelo existente se estavam a acumular — se o navio fosse apanhado por esta circunstância, "seria esmagado como uma casca de ovo". Em maio, quando o sol de pôs para dar lugar aos meses de Inverno, o navio encontrava-se a uma latitude de 75°23′S, 42°14′W, a flutuar em direcção a norte. Só quatro meses depois, com a mudança de estação, é que a primavera poderia trazer alguma hipótese de se encontrar uma abertura no gelo, e não havia a certeza de que o Endurance se soltaria a tempo de tentar regressar à região da baía de Vahsel. Shackleton começou a pensar numa alternativa para desembarcar na costa oeste do mar de Weddell, se essa costa pudesse ser alcançada. "Entretanto ", escreveu ele, "temos de esperar".

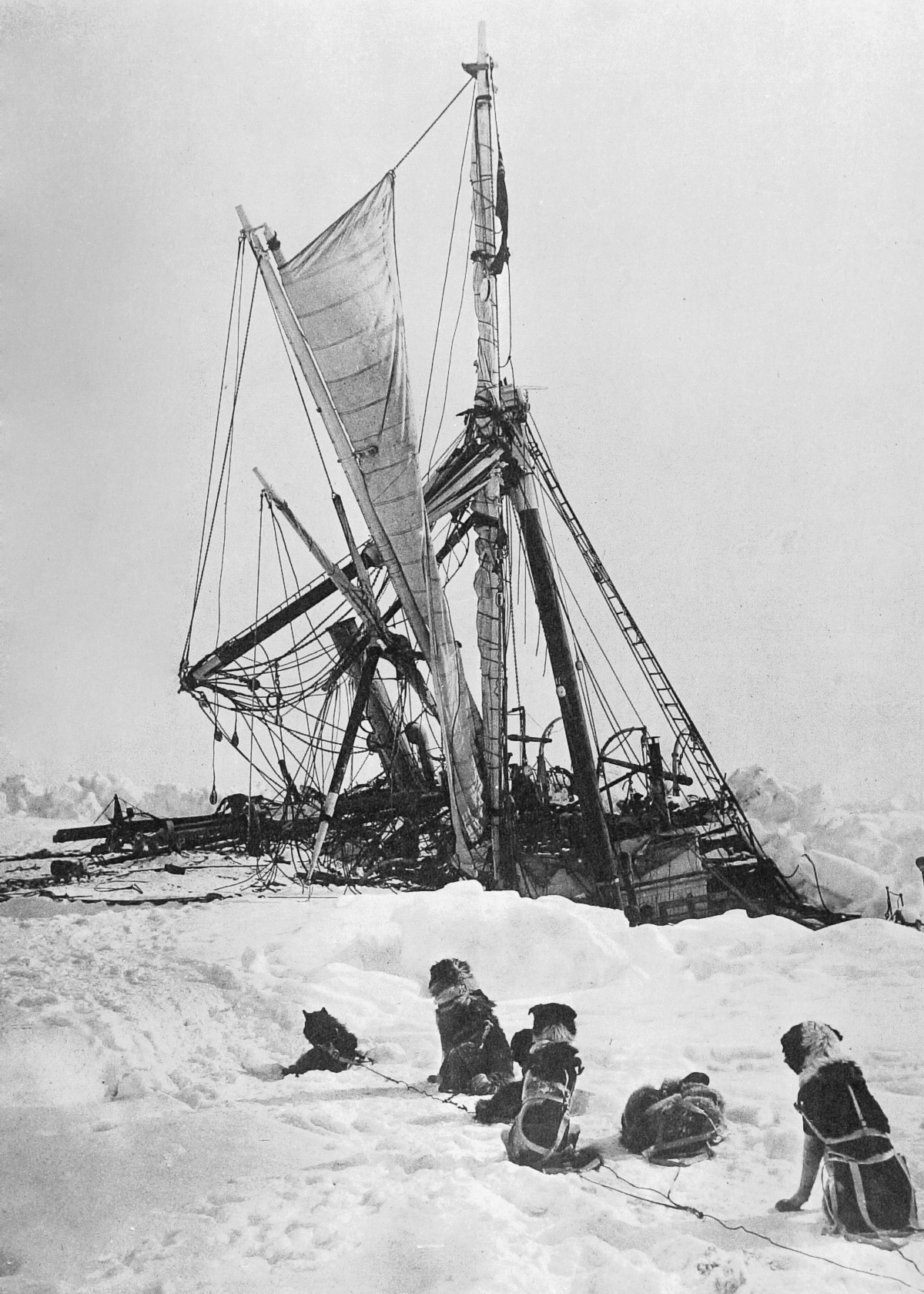
Cães a observar o Endurance na etapa final da sua deriva, pouco tempo antes de se afundar no mar de Weddell

Nos escuros meses do mês de maio, junho e julho, Shackleton andava preocupado em manter a forma física, o treino e o moral dos seus homens. Embora o espaço para alguma actividade fosse limitado, os cães faziam exercício (chegando mesmo a haver uma corrida), os homens foram aconselhados a passear ao luar e, a bordo do navio, encenavam peças de teatro. Ocasiões especiais, como o Dia do Império (24 de maio), eram devidamente celebradas. Os primeiros sinais de fracturas no gelo ocorreram a 22 de julho. A 1 de agosto, uma tempestade de sudoeste acompanhada de neve, fez com que a placa de gelo onde o navio estava aprisionado começasse a quebrar, fazendo surgir blocos de gelo por baixo do seu casco e causando um adornamento para bombordo. A posição em que o navio ficou era bastante preocupante; Shackleton escreveu: "O efeito da pressão à nossa volta era intimidante. Grandes blocos de gelo [...] iam subindo até saltarem quais caroços de cereja apertados entre os dedos [...] se o navio fosse firmemente apertado, o seu destino seria certo". O perigo acabou por passar e as semanas seguintes foram calmas. Durante esta relativa acalmia, o navio flutuou até a uma zona onde, em 1823, o capitão Benjamin Morrell do navio de caça a focas Wasp, relatou ter avistado uma linha de costa a qual identificou como "Nova Gronelândia do Sul". Todavia, não havia sinal dessa terra; Shackleton concluiu que Morrell tinha sido enganado pela presença de grandes icebergues.
A 30 de setembro o navio sofreu o que Shackleton descreveu como "o pior esmagamento que tínhamos sentido" Worsley descreveu esse apertão como "ser jogado para um lado e para outro como um volante". A 24 de outubro, o lado de estibordo foi empurrado contra um grande bloco de gelo, aumentando ainda mais a pressão, até que o casco começou a dobrar e a fragmentar de tal forma que a água debaixo do gelo começou a entrar no navio. Quando a madeira se partiu, os marinheiros descreveram esse som como "um grande fogo-de-artifício e rebentamento de munições ". Os mantimentos e três barcos salva-vidas foram descarregados, enquanto a tripulação tentava fortalecer o casco do navio e bombear a água que já tinha entrado, mas após poucos dias, a 27 de outubro de 1915, debaixo de  temperaturas geladas (−25 °C), Shackleton foi forçado a dar ordem para abandonar o navio; estavam a uma latitude de 69°05′S, 51°30′W. Os destroços continuaram a flutuar e, nas semanas seguintes, conseguiram salvar mais provisões e materiais, incluindo as fotografias e a câmara de Hurley que tinham ficado para trás. De cerca de 550 placas, Hurley escolheu as melhores 150, o máximo que podia transportar, destruindo as restantes.

#### Acampar no gelo

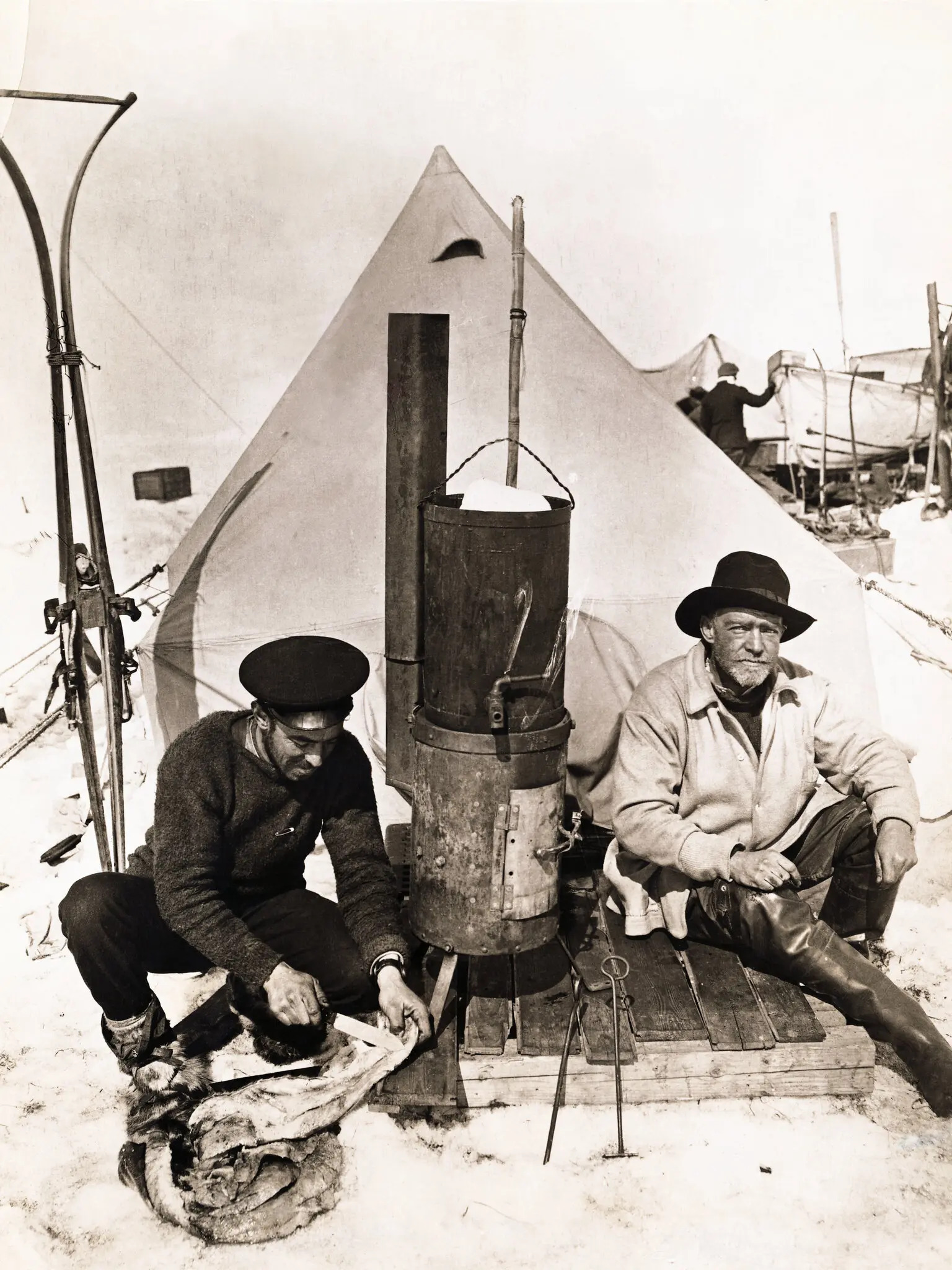
Frank Hurley e Ernest Shackleton no Acampamento Oceano

Com a perda do navio, os planos iniciais foram abandonados. A atenção virava-se agora para o problema com o calçado. Os homens estavam a ficar sem sapatos e tiveram que fazer novos com madeira dos restos do navio. Shackleton tencionava, agora, dirigir-se com o grupo para oeste, para um ou vários possíveis locais. O seu primeiro pensamento foi para a ilha Paulet, onde ele sabia que havia um grande depósito de comida, pois tinha dado essa ordem 12 anos antes, no resgate de uma expedição sueca liderada por Otto Nordenskiöld, em 1902–04. Havia outras possibilidades: ilha Snow Hill, que tinha servido de abrigo de Inverno de Nordenskiöld, ou Ilha Robertson. Shackleton acreditava que de uma destas ilhas podia alcançar, e atravessar, a Terra de Graham e chegar às estações baleeiras na baía Wilhelmina. Calculou que, no dia em que o Endurance  foi abandonado, estavam a 557 km da Ilha Paulet. Worsley calculou a distância até à ilha Snow Hill em 502 km, e mais 193 km para Baía Wilhelmina. Ele pensava que a marcha seria muito arriscada; deviam esperar até que o gelo os levasse até ao mar aberto e dai partirem em barcos. Shackleton rejeitou esta ideia.
A marcha começou a 30 de outubro, com dois dos barcos salva-vidas transportados nos trenós. Antes de darem início à marcha, Shackleton ordenou, a muito custo, que abatessem os animais mais fracos, incluindo Mrs. Chippy, a gata do carpinteiro Harry McNish, e um cachorro do cirurgião Macklin. Os problemas começaram logo desde início, pois as condições do gelo do mar, em redor deles, pioraram. De acordo com Hurley a superfície tornou-se "um labirinto de saliências e elevações feitas pela pressão do gelo", em que não havia mais de um metro quadrado que fosse terreno suave. Em três dias, o grupo percorreu apenas 3,2 km e, a 1 de novembro, Shackleton desistiu da marcha; preferiu montar um acampamento e aguardar pelo início do degelo. Deram o nome de "Ocean Camp" (Acampamento Oceano) à placa de gelo onde a marcha terminou, e onde montaram as tendas. As idas aos destroços do Endurance, que se encontravam a pouca distância, continuaram. Conseguiram recolher mais mantimentos até que, a 21 de novembro de 1915, o navio, finalmente, desapareceu debaixo do gelo.

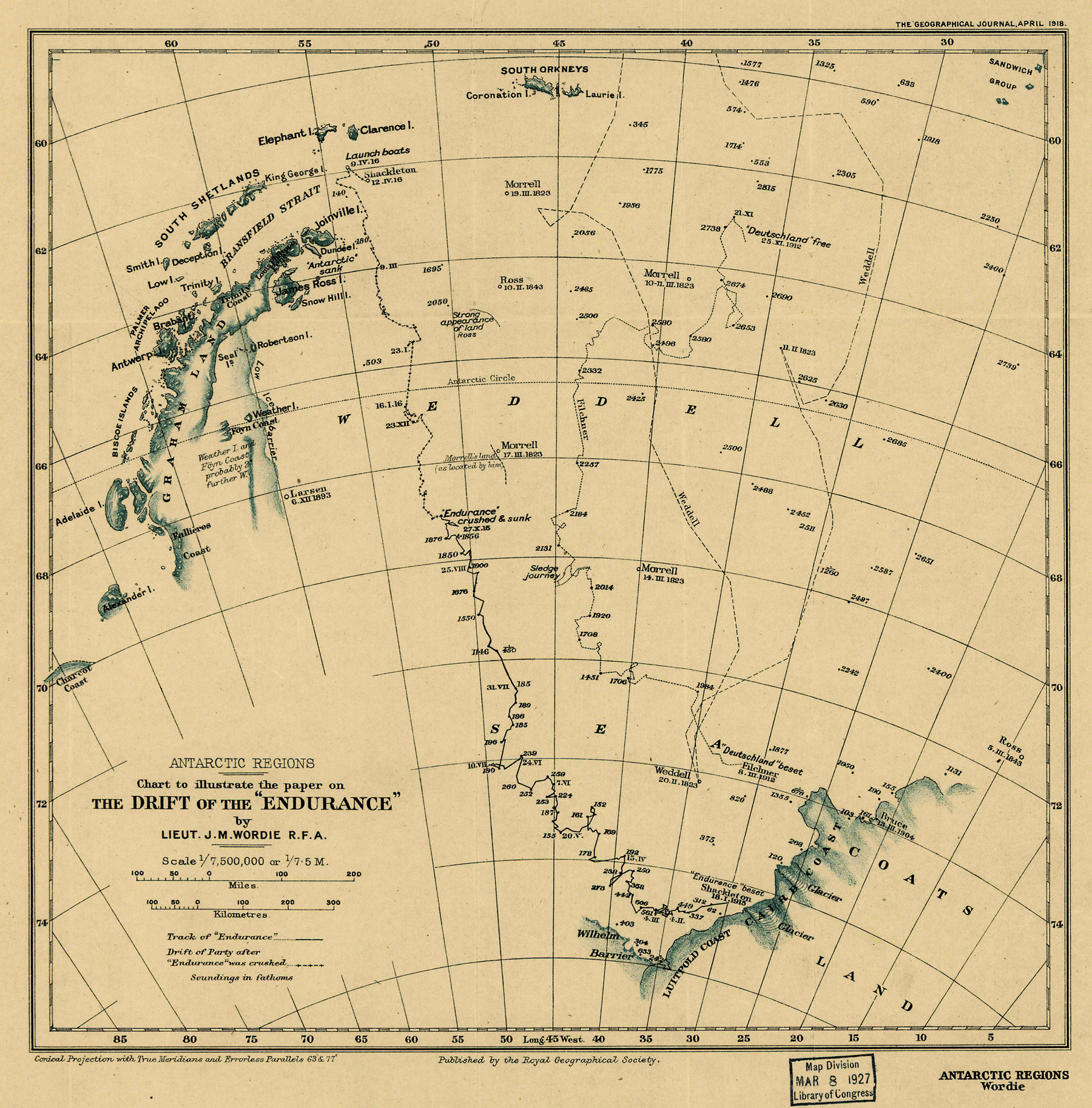
Mapa da época com o percurso efectuado pelo Endurance durante a deriva, e a rota para a ilha Elefante

O gelo não estava a deslocar-se tão rápido quanto esperado, embora, no final de novembro percorresse cerca de 11 km por dia. No dia 5 de dezembro, passaram a latitude 68°S, mas estavam a dirigir-se ligeiramente para nordeste. Este desvio estava a levá-los para uma posição da qual seria difícil chegar à ilha Snow Hill, embora a ilha Paulet, mais a norte, permanecesse uma possibilidade. Ficava a cerca de 402 km, e Shackleton estava preocupado em reduzir o percurso da viagem de barco necessária para lá chegar. Assim, a 21 de dezembro, anunciou uma segunda marcha a ter início a 23 de dezembro.
Contudo, as condições não tinham melhorado desde a primeira tentativa. As temperaturas tinham subido, e agora sentiam um calor desconfortável, com os homens a ficarem enterrados até aos joelhos enquanto puxavam os barcos através dos afiados pedaços de gelo.  A 27 de dezembro, o carpinteiro do navio, Harry McNish revoltou-se e recusou-se a trabalhar. Ele defendeu a ideia de que as regras a bordo deixaram de ter efeito a partir do momento em que o Endurance se afundou e, desde esse momento, ele já não recebia ordens. Shackleton chamou-o à atenção com firmeza, e McNish acalmou-se, mas o incidente nunca foi esquecido. Apesar da contribuição de McNish no salvamento do grupo, mais tarde, foi um dos membros da expedição a quem foi negada a Medalha Polar, segundo indicação de Shackleton. Dois dias depois, com apenas 12 km percorridos em sete dias extenuantes, Shackleton deu ordem de parar, dizendo: "[a este ritmo], demoraríamos 300 dias para chegar a terra ". A tripulação montou um acampamento a que Shackleton chamou de Patience Camp (Acampamento Paciência), o qual seria a sua casa durante mais de três meses.
As provisões começavam a escassear. Hurley e Macklin foram enviados a Ocean Camp para recuperar mais mantimentos que tinham sido deixados para trás para tirar peso aos trenós. A 2 de fevereiro de 1916, Shackleton enviou um grupo de grande dimensão para ir buscar o terceiro barco salva-vidas. A falta de comida tornou-se uma séria preocupação conforme as semanas iam passando, e a carne de foca, que tinha sido uma alternativa, foi retirada da alimentação pois Shackleton queria conservar as restantes rações. Em janeiro, à excepção de duas equipas de cães, todos os outros que restavam (muitos já tinham morrido de doença e acidentes) foram abatidos por ordem de Shackleton, pois as suas necessidades de carne de foca eram excessivas. As duas últimas equipas foram abatidas em 2 de abril, e as suas provisões foram acrescentadas às rações. Entretanto, a deriva em que se encontravam começou a efectuar movimentos irregulares; depois de estarem parados a 67°S durante várias semanas, no final de janeiro passaram por uma série de movimentos em direcção a nordeste, os quais, por volta de 17 de março, levaram o Patience Camp até à mesma latitude da ilha Paulet, mas a 97 km a leste.
A partir desta altura, o grupo já conseguia avistar terra de maneira mais ou menos contínua. O cume do monte Haddington, na  ilha James Ross, mantinha-se agora visível conforme o grupo ia lentamente flutuando na sua placa de gelo. No entanto, agora estavam demasiado para norte para conseguirem ter acesso a Snow Hill ou à ilha Paulet; Shackleton registou que a esperança residia agora em duas pequenas ilhas na extremidade norte da Terra de Graham: ilha Clarence e ilha Elefante, a cerca de 169 km a norte da posição onde estavam a 25 de março. Também pensou que a ilha Decepção poderia ser uma alternativa mais plausível. Esta ilha ficava muito para oeste, no final de uma cadeia que formava as ilhas Shetland do Sul, mas Shackleton pensava que podia ser alcançada de ilha em ilha. A sua vantagem principal eram as visitas regulares de baleeiros, e havia a possibilidade de conter provisões. Todos estes destinos implicavam correr viagens arriscadas em barcos salva-vidas, pois as placas de gelo onde se encontravam acabariam por se quebrar. No início da expedição, os três barcos receberam os nomes dos três principias patrocinadores financeiros: James Caird, Dudley Docker e Stancomb Wills.

#### Viagem de barco para a ilha Elefante
O fim do Patience Camp aconteceu na noite de 8 de abril, quando a massa de gelo, de repente, se separou. De surpresa, o acampamento ficou limitado a um pequeno espaço triangular no gelo; caso esta placa se quebrasse, seria o desastre, e Shackleton decidiu apressar a partida com os barcos. O destino era a ilha Decepção pois havia a informação de que tinha tido construída uma igreja em madeira para os baleeiros. Isto significava que podiam arranjar madeira para construírem um barco com boas condições de navegabilidade. Às 13 horas do dia 9 de abril, o Dudley Docker foi lançado à água e, uma hora depois, todos os três barcos estavam a navegar. Shackleton estava no comando do James Caird; Worsley no Dudley Docker; e o oficial-navegador Hubert Hudson, virtualmente, no Stancomb Wills, pois, devido ao seu estado de saúde mental precário, o comandante efectivo era Tom Crean.
Os barcos estavam cercados por gelo, e o seu progresso mostrava-se perigoso e irregular. Por diversas vezes tiveram que prender os barcos às placas de gelo, acampar e esperar que as condições melhorassem.  Shackleton ponderava, de novo, qual seria o melhor destino e, a 12 de abril, desistiu das hipóteses anteriores e decidiu ir para a baía Hope, na ponta da Terra de Graham. No entanto, as condições a bordo, debaixo de temperaturas na ordem dos −30 °C, com pouca comida e com infiltrações de água gelada que os deixavam encharcados, estavam a deitar os homens abaixo, tanto física como mentalmente. Shackleton acabou por decidir que a ilha Elefante, o refúgio mais próximo, era a única opção possível.
A 14 de abril, os barcos chegaram ao largo da costa sudeste da ilha Elefante, mas não conseguiram desembarcar aí, pois essa área caracterizava-se por penhascos verticais e glaciares. No dia seguinte, o James Caird contornou o ponto leste da ilha para tentar chegar ao lado sotavento, a norte da costa, e descobrir alguma pequena praia. Pouco depois, os três barcos, que se tinham separado na noite anterior, voltaram a juntar-se neste local de desembarque. No entanto, verificaram, pela marca da maré cheia, que esta praia não servia para instalar um acampamento de longa duração. Um dia depois, Wild partiu com uma tripulação no Stancomb Wills para explorar a costa em busca de um local mais seguro. Regressaram com a notícia de que existia uma língua de terra a 11 km para oeste. Sem perder muito tempo, os homens pegaram nos barcos e foram para o novo local, que baptizaram de Point Wild.

#### Viagem doJames Caird

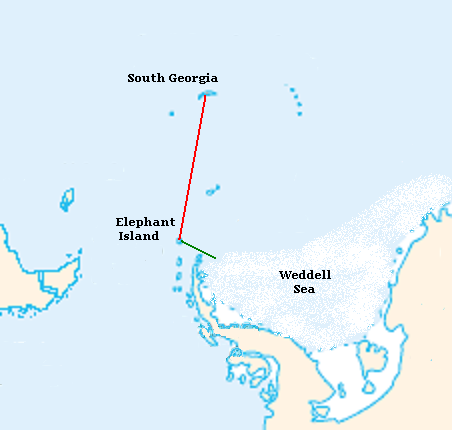
Desenho com a viagem dos três barcos até à ilha Elefante (verde) e a viagem do James Caird da ilha Elefante até à Geórgia do Sul (vermelho)

A ilha Elefante era um local remoto, desabitado e raramente visitado pelos baleeiros ou outros barcos. Se o grupo quisesse voltar à civilização, teria que chamar ajuda. A única solução era adaptar um dos barcos para efectuar uma viagem de 1 300 km pelo oceano Sul até à Geórgia do Sul. Shackleton tinha desistido da ideia de levar o grupo para a ilha Decepção, uma viagem menos perigosa, pois muitos dos membros da expedição encontravam-se em péssimas condições físicas. Port Stanley, nas ilhas Malvinas, era mais perto do que a Geórgia do Sul, mas não podia ser alcançada pois requeria navegar contra os ventos predominantes.
O grupo seleccionado por Shackleton era constituído por: Shackleton, Frank Worsley (navegador), Crean, McNish, John Vincent e Timothy McCarthy. De acordo com instruções de Shackleton, McNish iniciou as modificações necessárias no James Caird, com materiais e ferramentas improvisadas. Frank Wild ficaria encarregue do grupo da ilha Elefante, com instruções de se dirigir para a ilha Decepção na primavera seguinte caso Shackleton não regressasse. Shackleton levou provisões para apenas quatro semanas, pois se não conseguisse encontrar terra nesse período de tempo, o barco não aguentaria.
Com 6,85 m de comprimento, o James Caird foi lançado à água a 24 de abril de 1916. O sucesso da viagem dependia da exactidão da navegação de Worsley, utilizando observações que seriam efectuadas em más condições. O vento predominante era favorável de noroeste, mas o estado do mar não ajudava, e rapidamente começou a entrar água gelada para dentro do barco. O gelo começou a instalar-se no interior, provocando uma diminuição do seu progresso. A 5 de maio, uma tempestade de noroeste quase que destruía o barco com as piores ondas que Shackleton tinha visto em 26 anos de vida no mar. A 8 de maio avistaram a Geórgia do Sul, após 14 dias de luta contra a natureza, que levou o barco ao seu limite físico. Dois dias mais tarde, depois de uma luta contra o mar agitado e ventos muito fortes a sul da ilha, o grupo conseguiu chegar à costa da baía do Rei Haakon.

#### Travessia da Geórgia do Sul
A chegada do James Caird à baía do Rei Haakon foi seguida de um período de descanso e recuperação, enquanto Shackleton pensava no próximo passo. As estações baleeiras da Geórgia do Sul com mais habitantes situavam-se na costa norte. Para lá chegar, era necessário efectuar outra viagem de barco à volta da ilha, ou então uma travessia terrestre pelo seu interior inexplorado. O estado do James Caird e a situação física do grupo, em particular Vincent e McNish, significava que a travessia a pé era a única opção prática.

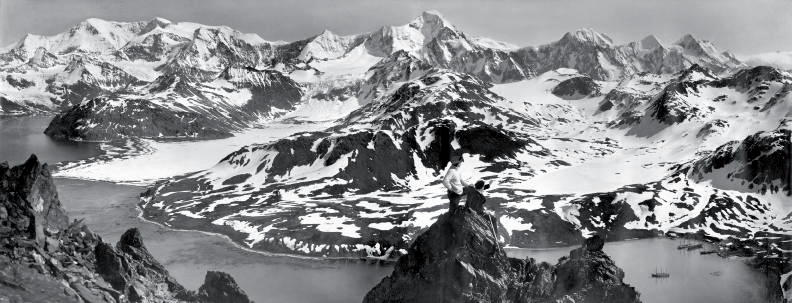
Interior da Geórgia do Sul, fotografado por Frank Hurley um ano depois da travessia.

Passados cinco dias, o grupo levou o barco até um local a curta distância, para leste, para uma baía de onde podiam iniciar a travessia. Shackleton, Worsley e Crean partiriam os três, enquanto os outros permaneceriam num local a que deram o nome de Acampamento Peggotty, esperando ser resgatados mais tarde depois do pedido de ajuda nas estações baleeiras. A partida foi atrasada devido a uma tempestade a 18 de maio, e só partiram no dia seguinte às 15 horas, com bom tempo.
Sem um mapa para os orientar, a rota escolhida era incerta. Ao amanhecer, tinham subido até 1 000 m, e avistaram a costa norte. Estavam acima da baía Possessão, o que queria dizer que tinham de se dirigir para leste, para chegar até Stromness. Isto queria dizer que teriam que efectuar um percurso muito sinuoso, algumas vezes tendo mesmo que voltar para trás, o que provocava uma grande frustração e um atrasar da marcha. No final do primeiro dia, tendo que descer em direcção a um vale, antes do anoitecer, tomaram a decisão arriscada de descer a montanha por uma corda. Sem descansar, continuaram a marcha ao luar, subindo até uma abertura da próxima cadeia montanhosa. Na manhã seguinte, 21 de maio, verificaram que a baía Husvik se encontrava abaixo deles, o que eram boas notícias pois estavam no caminho certo. Às sete horas da manhã ouviram o som de um apito de vapor desde Stromness, "o primeiro som feito por humanos desde que deixamos a baía Stromness em dezembro de 1914". Depois de uma descida complicada, com uma passagem por baixo de uma queda de água gelada, chegaram, por fim, a um local seguro.
Shackleton escreveu: "Não tenho qualquer dúvida de que a Divina Providência nos guiou...Tenho a certeza que durante aquela dura marcha de 36 horas sobre montanhas e glaciares desconhecidos, parecíamos quatro e não três ". Esta imagem de um quarto membro — repetida nos relatos de Worsley e Crean — foi incluída por T. S. Eliot no seu poema The Waste Land.

#### Resgate

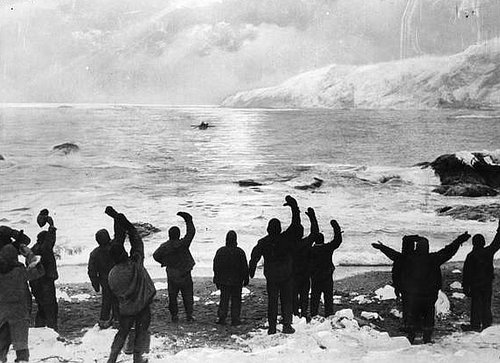
Inicialmente pensada ser uma fotografia do regresso de Shackleton à ilha Elephant, mais tarde verificou-se que era uma fotografia da partida do James Caird de Frank Hurley, o fotógrafo.

A primeira acção tomada por Shackleton, quando chegou à estação de Stromness, foi tratar do resgate dos três companheiros que tinham ficado no Acampamento Peggoty. Um navio baleeiro deu a volta à costa, com Worsley a bordo para indicar o caminho e, na noite de 21 de maio, todos os seis homens estavam a salvo.
Em relação ao grupo da ilha Elefante, só à quarta tentativa é que Shackleton conseguiu lá chegar e resgatá-los. Deixou a Geórgia do Sul apenas três dias depois de ter chegado Stromness, após ter garantido a utilização de um navio baleeiro de grande porte, o The Southern Sky, que estava atracado na baía Husvik. Shackleton reuniu uma tripulação voluntária, que ficou pronta para partir na manhã de 22 de maio. À medida que o navio se aproximava da ilha Elefante, constataram que se tinha formado uma barreira de placas de gelo a 113 km da ilha. O The Southern Sky não estava preparado para quebrar o gelo, e desviou-se para Port Stanley nas ilhas Malvinas.
Quando chegaram a Port Stanley, Shackleton informou Londres, por cabo, da sua localização, e solicitou que enviassem um navio preparado para a operação de resgate. Foi informado pelo Almirantado de que não havia nenhum disponível antes de outubro, o que, na sua perspectiva, era muito tarde. Então, com a ajuda do Ministro Britânico em Montevideu, Shackleton conseguiu obter o empréstimo de uma traineira do governo do Uruguai, o Instituto de Pesca No. 1, que zarpou para sul a 10 de junho. De novo, a placa de gelo frustrou os seus planos. Na busca por outro navio, Shackleton, Worsley e Crean foram até Punta Arenas, no Chile, onde se encontraram com Allan MacDonald, o dono britânico da escuna Emma. McDonald equipou o navio para uma nova operação de salvamento, que partiu a 12 de julho; novamente, o resultado foi negativo — o gelo impediu a sua progressão. Mais tarde, Shackleton daria o nome de McDonald a um glaciar na plataforma de gelo Brunt, no mar de Weddell. Depois de alguns problemas em identificar este glaciar, uma elevação de gelo na proximidade foi baptizada de elevações de gelo McDonald.
Estava-se em agosto, mais de três meses desde que Shackleton deixara a ilha Elefante. Shackleton pediu ao governo chileno que lhe emprestasse o Yelcho, um pequeno navio a vapor que deu apoio ao Emma durante a tentativa anterior. O governo concordou e, a 25 de agosto, o Yelcho, comandado por Luis Pardo, partiu para a ilha Elefante. Desta vez, escreveu Shackleton, a Providência ajudou-os. Os mares estavam navegáveis e o navio pode chegar até perto da ilha, no meio do nevoeiro. Às 11h40, do dia 30 de agosto, o nevoeiro desapareceu, o acampamento foi avistado e, passado uma hora, todo o grupo de homens da ilha estava a salvo no navio, em direcção a Punta Arenas.

#### Na ilha Elefante

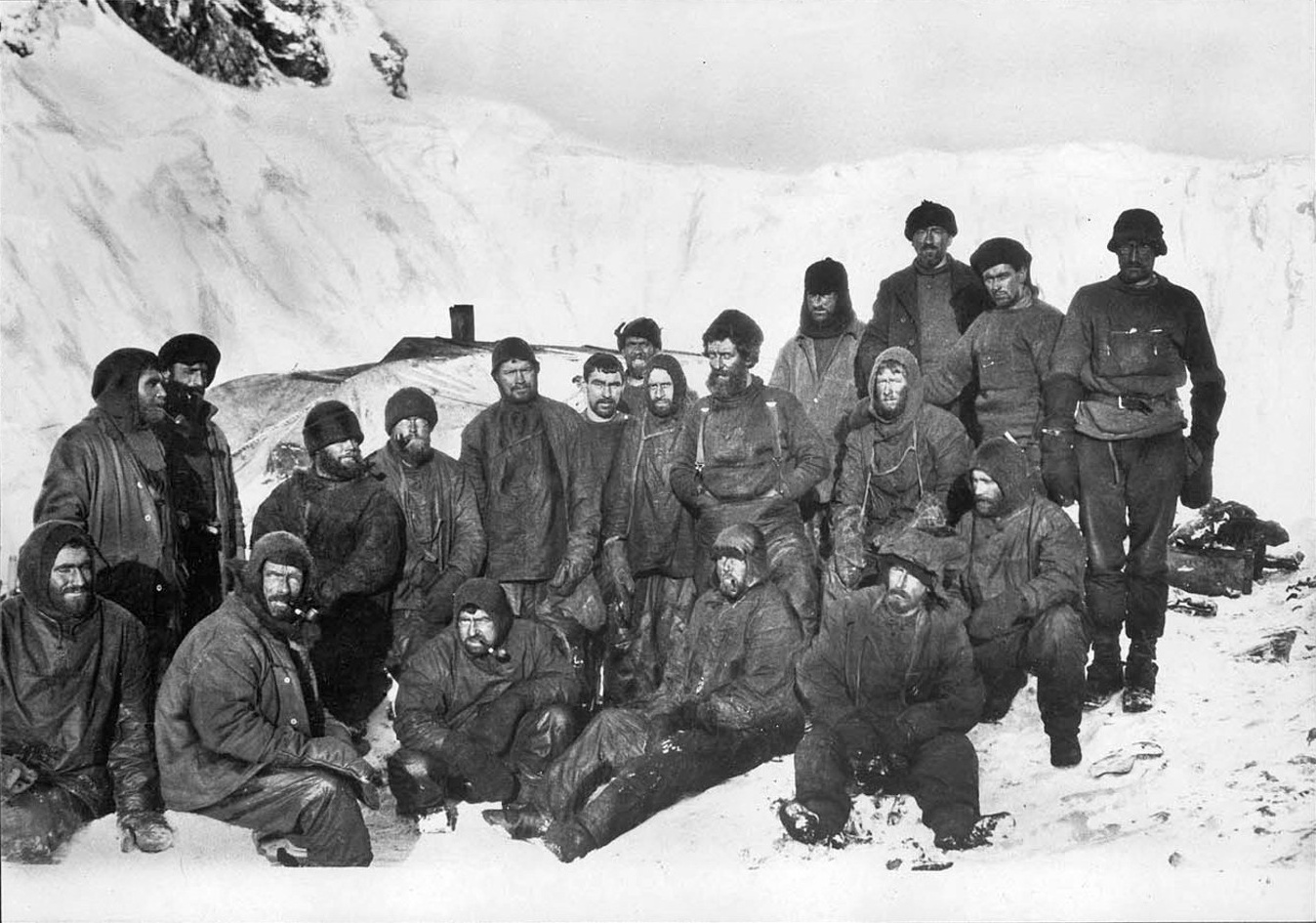
Os homens deixados na Ilha Elefante (da esquerda para a direita): (na fila de trás) Greenstreet, McIlroy, Marston, Wordie, James, Holness, Hubert Hudson, Stephenson, McLeod, Clark, Orde-Lees, Kerr, Macklin; (segunda fila) Green, Wild, How, Cheetham, Hussey, Bakewell; (à frente) Rickinson. Não visíveis: Hurley e Blackborow

Depois de Shackleton ter partido no James Caird, Frank Wild assumiu o comando do grupo da ilha Elefante, no qual alguns membros se encontravam com sérios problemas de saúde: Lewis Rickinson tinha sofrido, suspeitava-se, um ataque cardíaco; Blackborow não conseguia andar devido a queimaduras provocadas pelo frio nos seus pés; Hudson estava num estado depressivo. A prioridade era preparar um abrigo permanente por causa do Inverno polar que se aproximava. Por sugestão de Marston e Lionel Greenstreet, improvisaram uma cabana (apelidada de "Snuggery" – Retiro Confortável) virando os dois barcos e colocando-os em cima de um suporte feito de pedras. Acrescentando lonas e outros materiais, a cabana acabou por ser um abrigo eficaz.
Inicialmente, Wild calculou que teriam que esperar um mês pelo resgate, e recusou que se armazenasse muita carne de foca e pinguim pois, na sua perspectiva, isto era um acto pessimista. Thomas Orde-Lees, que não era um membro muito popular, discordou, e a sua presença ainda piorava mais o moral dos seus companheiros; no entanto, por outro lado, era objecto de gozo pelos seus companheiros.
Conforme as semanas iam passando, para além da sua previsão inicial, Wild estabeleceu, e manteve, uma série de rotinas e actividades para atenuar o tédio. Mantinha-se uma vigilância permanente do horizonte em busca de algum sinal do navio de salvamento; foram estabelecidas tarefas domésticas e de cozinha; e efectuavam-se caçadas de focas e pinguins. Eram dados concertos aos sábados e celebrados os aniversários, mas o sentimento de desânimo aumentava à medida que o tempo passava e não havia sinal de nenhum navio. Os dedos do pé esquerdo de Blackborow começaram a gangrenar devido ao frio e, a 15 de junho, tiveram que ser amputados pelos cirurgiões Macklin e McIlroy, na cabana, à luz da vela. Utilizaram a última dose de clorofórmio, e a operação, que teve sucesso, durou 55 minutos
No dia 23 de agosto, constatou-se que a estratégia de Wild de não querer armazenar mais carne tinha falhado. O mar tinha congelado, impedindo, assim, qualquer navio de se aproximar; as provisões de comida estavam a chegar ao fim e não havia sinal dos pinguins. Orde-Lees escreveu: "Teremos que comer aquele que morrer primeiro [...] em tom de brincadeira". Wild pensava agora na possibilidade de efectuar uma viagem de barco para a ilha Decepção — planeou partir a 5 de outubro, esperando encontrar um navio baleeiro — quando, a 30 de agosto de 1916, a provação por que passavam há meses, terminou com o súbito aparecimento do  Yelcho com Shackleton a bordo.

### Grupo do mar de Ross

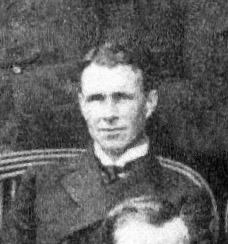
Aeneas Mackintosh, líder do grupo do mar de Ross.

O Aurora deixou Hobart a 24 de dezembro de 1914, partindo atrasado da Austrália devido a problemas financeiros e de organização. A chegada ao Estreito de McMurdo em 15 de janeiro de 1915, foi mais tarde que o previsto, mas o comandante Aeneas Mackintosh tratou de planear, de imediato, os planos para a viagem de instalação dos depósitos de mantimentos e combustível, na barreira de gelo Ross, acreditando que Shackleton podia tentar uma travessia do mar de Weddell durante a primeira estação. Nem os homens nem os cães se encontravam preparados em termos de protecção contra o frio, e o grupo, no geral, não tinha grande experiência em terrenos cobertos de gelo. Esta situação provocou a morte de 18 cães, a instalação incompleta dos depósitos, lesões provocadas pelo gelo, e baixa de moral em todo o grupo.
No dia 7 de maio, o Aurora, atracado na base do cabo Evans, foi arrancado do ancoradouro durante uma tempestade e arrastado pelas placas de gelo flutuantes até mar alto. Ficou à deriva, preso no gelo, até 12 de fevereiro de 1916, tendo percorrido uma distância de cerca de 2 600 km antes de conseguir escapar e rumar para a Nova Zelândia. No navio seguia a maior parte do combustível, rações, vestuário e equipamento do grupo, embora as rações dos trenós para os depósitos tivessem ficado em terra. Para prosseguir com a sua missão, o grupo teve de reequipar-se e aproveitar as provisões deixadas de anteriores expedições, entre as quais a do capitão Scott da Expedição Terra Nova, que tinha estabelecido a sua base no cabo Evans uns anos antes. Improvisando, o grupo conseguiu iniciar o segundo período de instalação de depósitos a tempo, em setembro de 1915.
Os depósitos foram instalados nos meses seguintes, a intervalos de um grau ao longo da barreira no sopé do glaciar Beardmore. Na viagem de regresso do glaciar, o grupo começou a sofrer de escorbuto; Arnold Spencer-Smith, o capelão e fotógrafo, acabou por morrer no gelo. O grupo restante chegou ao abrigo temporário de Hut Point onde ficou a recuperar. A 8 de maio de 1916, Mackintosh e Victor Hayward decidiram caminhar sobre o instável gelo da água do mar até ao cabo Evans, onde foram apanhados por uma tempestade e nunca mais foram vistos. Os sete sobreviventes tiveram que esperar em condições muito adversas, durante mais oito meses, até que, a 10 de janeiro de 1917, o Aurora, agora modificado e reparado, chegou para os levar de volta para a civilização. Shackleton ia a bordo do Aurora, tendo-lhe sido negado o comando pelos governos da Nova Zelândia, Austrália e do Reino Unido, que tinham organizado o salvamento do grupo do mar de Ross.

## Regresso à civilização
O grupo resgatado, cujo último contacto com a civilização tinha sido em 1914, não sabia que o mundo estava em guerra. As notícias de que Shackleton tinha chegado vivo às Falklands, por um breve espaço de tempo fizeram desaparecer as notícias da guerra nos jornais britânicos a 2 de junho de 1916. Os homens da expedição foram chegando a casa aos poucos e poucos, num momento crítico da guerra, sem as habituais honras da chegada de civis. Quando Shackleton chegou a Inglaterra, em 29 de maio de 1917, depois de realizar algumas conferências nos Estados Unidos, o seu regresso mal foi noticiado.
A maior parte dos membros da expedição voltaram para o serviço militar activo, uns no exército, outros na marinha. Antes do fim da guerra, dois dos veteranos da viagem de barco tinham morrido em batalha — Tim McCarthy e Alfred Cheetham—, e Ernest Wild do grupo do mar de Ross tinha sido vítima de febre tifoide enquanto servia no Mediterrâneo.  Outros ficaram feridos com gravidade, e alguns receberam condecorações por bravura. No seguimento de uma missão de propaganda em Buenos Aires, Shackleton participou num serviço especial, nas últimas semanas, em Murmansk, no posto de major, até março de 1919 Depois, organizou uma última expedição à Antártida, a Expedição Shackleton–Rowett com o Quest, que saiu de Londres a 17 de setembro de 1921. Shackleton morreria de ataque cardíaco no dia 5 de janeiro de 1922, enquanto o Quest estava ancorado na Geórgia do Sul.
Wild, Worsley, Macklin, McIlroy, Hussey, Alexander Kerr, Thomas McLeod e o cozinheiro Charles Green, do Endurance, fizeram parte da tripulação do Quest. Depois da morte de Shackleton, o programa inicial, que incluía uma exploração da Terra Enderby, foi abandonado. Wild liderou uma breve viagem até à ilha Elefante. Ancoraram ao largo de cabo Wild, tendo avistado os velhos pontos de referência, mas as condições do mar impediram-nos de desembarcar.
Só na década de 1950 é que o continente antártico seria atravessado pela Expedição Transantártica da Commonwealth (1955–58). Esta expedição partiu de da baía de Vahsel, seguindo uma rota que evitava o glaciar Beardmore, e contornava uma boa parte da barreira de gelo Ross, chegando ao estreito de McMurdo por uma descida do glaciar Skelton. No total a viagem demorou 98 dias.

### Principal
- Alexander, Caroline (1998). The Endurance: Shackleton's Legendary Antarctic Expedition. Londres: Bloomsbury Publications. ISBN 0-7475-4123-X
- Fisher, Marjorie and James (1957). Shackleton. Londres: James Barrie Books
- Fuchs, Vivian and Hillary, Edmund (1958). The Crossing of Antarctica. Londres: Cassell & Co
- Huntford, Roland (1985). Shackleton. Londres: Hodder & Stoughton. ISBN 0-340-25007-0
- Mills, Lief (1999). Frank Wild. Whitby, Yorkshire: Caedmon of Whitby. ISBN 0-905355-48-2
- Murphy, David Thomas (2002). German Exploration of the Polar World: a History, 1870–1940. Lincoln: University of Nebraska Press. ISBN 0-8032-3205-5
- Shackleton, Ernest (1983). South. Londres: Century Publishing. ISBN 0-7126-0111-2
- Tyler-Lewis, Kelly (2007). The Lost Men. Londres: Bloomsbury Publishing. ISBN 978-0-7475-7972-4

### Adicional
- Lansing, Alfred: Endurance: Shackleton's Incredible Voyage Weidenfeld and Nicolson, Londres 2001 ISBN 0-297-82919-X
- McKernan, Victoria: Shackleton's Stowaway Laurel Leaf, Londres, 2006 ISBN 0-440-41984-0
- Tamiko, Rex (ed.): South with Endurance: Shackleton's Antarctic Expedition 1914–17 (photographs of Frank Hurley) BCL Press, New York 2001 ISBN 1-932302-04-2
- Worsley, Frank A.: Shackleton's Boat Journey W.W. Norton & Company, Londres, 1998 ISBN 0-7126-6574-9
- Worsley, Frank. Endurance: An Epic of Polar Adventure. 1999: W.W. Norton & Company. ISBN 0-393-31994-6

### No Google Books
- The Challenge of Antarctica (1969) (em inglês) de Eleanor Honnywill
- Frank Hurley's Antarctica (em inglês) de Helen Ennis
- The Lost Men: The Harrowing Story of Shackleton's Ross Sea Party (2007) (em inglês) de Kelly Tyler-Lewis
- The Diaries of Frank Hurley 1912-1941 (2011) (em inglês) de Frank Hurley
- Ice Story: Shackleton's Lost Expedition (1999) (em inglês) de Elizabeth Cody Kimmel

## Filmes
- Sul (1919) - Documentário de Frank Hurley sobre a viagem do Endurance.
- O Endurance: A Lendária Expedição Antártica de Shackleton., filme de 2000 realizado por George Butler; uma versão da história.
- A Aventura Antártica de Shackleton - Reconstrução filmada em 1999 e 2000.
- Grandes Aventureiros: Ernest Shackleton – Até ao Fim do Mundo - Documentário de 1999
- Shackleton - Filme de TV, em dois episódios, de 2001, com Kenneth Branagh no papel de Ernest Shackleton.